# Asblomssläktet
Asblomsläktet (Stapelia) är ett släkte i familjen oleanderväxter med cirka 45 perenna arter från södra Afrika. Släktet är närstående ordenstjärnorna (Orbea).
Släktet innehåller små suckulenta buskar. Stammarna är fyrkantiga och nästan alltid upprätta, vanligen enfärgat gröna eller rödaktiga beroende på ljusintesitet. Endast i sällsynta fall är stammarna fläckiga. Kanterna bär knölar eller utväxter. Bladen är rudimentära, 1…6 mm långa, kortlivade och lämnar ett litet ärr i spetsen av varje utväxt. Storblommiga arter får sina blommor nära basen på stammarna, medan småblommiga kan få blommor varsom helst på stammarna. Blommorna är stjärnlika och varierar i storlek från 6…400 mm i diameter. De flesta arterna har en obehaglig doft (luktar kadaver, därav namnet asblomma), men några arter är väldoftande (t.ex. S. erectiflora och S. flavopurpurea; båda sällsynta).
Blommorna har en yttre och en inre bikrona. Frukten är en kapsel. Varje frö har silkeshår i kanten som gör att det kan spridas för vinden.
Detta släkte pollineras främst av flugor, som lockas av aslukten. De lägger sina ägg i blomman, som snart befolkas av en mängd fluglarver, som emellertid inte har något för dem lämpligt att äta, varför de dör och blomman blir full av döda fluglarver. Flugan har emellertid under äggläggandet kommit i kontakt med blommans frömjöl, som den för med sig och pollinerar nästa asblomma den besöker.
Namnet Stapelia hedrar den holländske botanikern och läkaren Johannes Bodaeus van Stapel, som dog 1636.

## Rödlistning
Enligt en provisorisk listning 2006 upprättad av SANBI (se avsnitt källa) gäller bl a följande:
- Sårbara (klass VU)
  - S. obducta
  - S praetermissa
- Nära hotade (klass NT)
  - S. baylissii
  - S. clavicorona
  - S. tomoensis
- 10 arter är livskraftiga (klass LC)
- För 4 arter är kunskapen bristfällig (klass DD)

S. pearsonii är sällsynt i Namibia.